# Castello Due Torri
Das Castello Due Torri, auch Castello Scorticata (dt.: geschundene Burg) oder Castello di Torriana, ist eine hochmittelalterliche Burg in Torriana, einem Ortsteil der Gemeinde Poggio Torriana in der italienischen Region Emilia-Romagna. Sie ist Teil der Festungsanlage, die der Familie Malatesta gehörte.

## Geschichte
Die alte Burg soll um das Jahr 1000 erbaut worden sein und ihr Befestigungssystem erstreckte sich mit etwa 1000 Meter Mauer auf beide Gipfel. Ihr Name wechselte zweimal im letzten Jahrtausend; 1938 hieß sie Castello di Torriana und ab den 1960er-Jahren Castello Due Torri.
Die ersten gesicherten Aufzeichnungen über die Burg stammen von 1141, als sie Papst Lucius II. der Kirche von Rimini schenkte. 1186 fiel sie an die Malatestas aus Verucchio.
Über ihren Aufbau ist wenig bekannt, außer dem, was in einer Beschreibung des Kardinals Anglic Grimoard erwähnt ist: 1371 erzählte er, dass die Burg aus 35 Räumen bestand.
Die Burg blieb bis 1462 unter der Herrschaft der Malatestas, dann eroberte der Herzog von Urbino, Federico da Montefeltro, sie erneut im Namen der Kirche und nach einem kurzen Zwischenspiel venezianischer Herrschaft Anfang des 16. Jahrhunderts investierte Papst Leo X. Pio da Carpi in die Burg, die jede militärische Bedeutung verloren hatte.
Später, um 1608, fiel die Burg an die Gemeinde Rimini. Lange Zeit wurden die Hänge des Burgberges von Steinbrüchen und zum Gewinnen von Marmor ausgehöhlt.
Man nimmt an, dass dies der Ort war, an dem die Söhne von Paolo Malatesta (dessen Affäre mit Francesca da Polenta in der Göttlichen Komödie von Dante Alighieri behandelt wurde) an ihrem Onkel Gianciotto Malatesta, dem Gatten von Francesca, Rache nahmen, der schuldig war, seine Gattin und ihren Geliebten getötet zu haben, der auch noch sein eigener Bruder war. Nach dem Tod von Gianciotto Malatesta fiel sein Erbe an seine Söhne, was insbesondere im Falle von Pandolfo die Gebiete und Burgen von Fano, Mondolfo und eben Scorticata betraf.